# حيدر محمود (شاعر)
حيدر محمود (1942 -) شاعر أردني من أصول فلسطينية ولد في بلدة الطيرة، حيفا في فلسطين. اشتهر بشعره الوطني عن فلسطين والأردن. يعتبر من أبرز الشعراء الأردنيين حيث كانت له إسهامات كبيرة في إثراء الحركة الثقافية الأردنية وأصدر عدد من الدواوين الشعرية التي تغنت بالأردن والهاشميين وبالأمة العربية وترجمت بعض أعماله الشعرية إلى اللغات الإنجليزية والفرنسية والإسبانية. تولى منصب وزير الثقافة في عام 2002-2003 وكان عضواً في مجلس الأعيان السادس والسابع العشرين.

## حياته

### تعليمه
نزح مع عائلته سنة 1948 إلى مخيم الكرامة حيث درَسَ المرحلة الابتدائية، ثم انتقلت أسرته إلى عمّان سنة 1955 حيث أنهى الثانوية العامة في كلية الحسين عام 1959، ثم حصل على شهادة البكالوريوس في الإعلام من لندن سنة 1963 حين أوفده رئيس الوزراء آنذاك وصفي التل لدراسة الإعلام في بريطانيا، كما حصل على شهادة الماجستير في إدارة الأعمال من جامعة كاليفورنيا سنة 1979.

### عمله
عمل سكرتير للتحرير في صحيفة الجهاد من عام 1962-1964، ثم مقدما للأخبار والبرامج السياسية والثقافية في التلفزيون الأردني (1964-1976)، ومراقباً عاماً للبرامج في الإذاعة الأردنية (1975-1978)، ومستشاراً لمدير عام التلفزيون من عام 1978-1979، ومستشاراً إعلامياً للقوات المسلحة (1980/1981)، ومديراً لدائرة الثقافة والفنون (1981-1989).
كما عمل مستشاراً إعلامياً لرئيس الوزراء عام 1990، وعُين سفيراً للأردن في تونس (1991-1999)، ثم مديراً عاماً لمركز الحسين الثقافي التابع لأمانة عمّان الكبرى (2001/2002)، أصبح وزيراً للثقافة (2002/2003)، قبل أن يعود إلى إدارة مركز الحسين الثقافي مرة أخرى وبقي في هذا المنصب حتى سنة 2005. وكان عضواً في مجلس الأعيان الأردني السادس والعشرين والسابع والعشرين.
كتب عنه الباحث أحمد الجدع قائلا: "«عرفته عندما قال : "لا" في وجه الرجل الذي سبحت بحمده كل الجماهير العربية وهو يسفك دماء العلماء ويعلقهم على أعواد المشانق، قالها حيدر محمود وهو لا زال في ريعان الشباب، هذه "اللا" تُسَجَّل له، لأنه موقف شاعر شجاع. عرفته آنذاك من خلال قصيدته التي نشرها عام 1957م. عرفته روحاً شاعرة، ولم ألتق به شخصاً إلا عندما تقدم لرأب الصدع الذي انشعب في اتحاد الناشرين الأردنين عام 2005 وكنت آنذاك واحداً من الستة الذين اجتمعوا برئاسته وانتهى الاجتماع بتسطير وثيقة أدت إلى مصالحة الطرفين. عرفته إذن من خلال موقفين نبيلين، ثم تابعته شاعراً مبدعاً رائعاً ما بين هذين التاريخين وما بعدهما.»

## أعماله

### المؤلفات
- يمرَ هذا الليل، 1969م.
- اعتذار عن خلل فني طارئ، 1979م.
- شجر الدفلى على النهر يغني، 1981م.
- لائيات الحطب، 1985م.
- من أقوال الشاهد الأخير، 1986م.
- الأعمال الكاملة «الطبعة الأولى»، 1990م.
- النار التي لا تشبه النار، 1999م.
- الجبل، 1999م.
- الأعمال الكاملة «الطبعة الثانية»، 2001م.
- في البدء كان النهر، 2007م.
- عباءات الفرح الأخضر، 2008م.

### مسرحيات كتبها
- أراجيل وسيوف 1969.
- برجاس 1977.

### قصائد مُغنّاة
- قلبي لغير هوى الأردن ما خفقا
- ما زال دالية
- يا دار وصفي التل
- وصفي
- علّا بيرقنا علّا
- بدّر قمرنا
- إحنا اللي صحينا الشمس
- ميلي يا زهيرات الخُزامى
- تهيّا يا زين
- يا غصون ميلي
- قريتنا زغيرة
- يا شام
- هـو العام الجديــد
- أردن يا حبيبي
- بطاقة حب للحسين
- معه وبه إنا ماضون
- دم الشريفين
- لم تكن للبيع كلمتنا
- لن تغيب عن الأيام طلتها
- يا جيشنا يا عربي
- ساح الوغى
- أردني عربي هاشمي
- ترويدة للسيف الهاشمي
- الهاشمية
- هذا هو الأردن
- نحبُه
- ليلة قُرشيّة
- السحر سحر الأربعين
- ترويدة الأحرار
- وديتلِك محرمة
- الضّـفتان توأمان
- على عيون النشامى
- قُبلة على جبين الوطن
- مع الحسين
- وهم يحبونك
- صباح العيد
- بلادي
- على اليرموك
- مرثيـّة الحقيقة
- لو لم أكـُن أنا..أنا
- وصفي التل والأرض والإنسان

## جوائز
حصل على جائزة ابن خفاجة الأندلسي الإسبانية 1986م عن ديوان لائيات الحطب، وجائزة الدولة التقديرية في الأردن عام 1990م، وتقاسم مع الشاعر التونسي يوسف رزوقة جائزة الشعر في جوائز الملك عبد الله الثاني بن الحسين للإبداع. وهو عضو في رابطة الكتاب الأردنيين. حصل على الدكتوراه الفخرية في الآداب من الأكاديمية العالمية للآداب في جمهورية الصين الوطنية 1986م، كما حصل على وسام الاستحقاق الثقافي من تونس 1999م وترجم شعره إلى اللغة الإسبانية والفرنسية والصربية، كما تدرس أعماله في مختلف مراحل التعليم في الأردن.
مُنح وسام الاستقلال من الدرجة الثالثة سنة 1970، ووسام الكوكب الأردني من الدرجة الثانية سنة 1980، ووسام الاستقلال من الدرجة الأولى سنة 1991. كما مُنح وسام الاستحقاق الثقافي من تونس سنة 1999.
حصل على وسام مئوية الدولة، المقدّم من الملك عبد الله الثاني بن الحسين في احتفال عيد الاستقلال بتاريخ 25 مايو 2021.